# 回収戦車

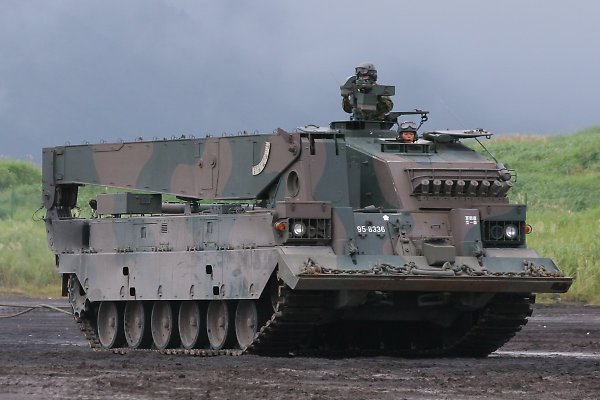
陸上自衛隊の90式戦車回収車

回収戦車（かいしゅうせんしゃ）は、故障した戦車の回収を目的とする車輌。「装甲回収車（ARV：Armoured Recovery Vehicle）」、「戦車回収車（TRV：Tank Recovery Vehicle）」とも呼ばれる。
「回収戦車」と「装甲回収車」の区別には明確な基準はないが、基体に戦車の車体を利用しているものや既存の戦車を改造したものが「回収戦車」と呼ばれることが多い。また、ドイツ語のBergepanzerを直訳すると、「回収戦車」となる。

## 歴史
第一次世界大戦で戦車が登場した当初から、戦闘で損傷した戦車を同種の戦車で回収することは一般的に行われていた。
しかし、戦車は戦闘損傷以前に機械故障や軟弱な地盤にはまり込んで行動不能になることも多く、稼働率の低下の原因になっていた。そのため、第一次大戦後に戦車部隊が各国で本格的に整備されるようになると、行動不能になった戦車を速やかに戦線に復帰させるため戦車部隊には回収専用の車両を配備するようになった。
やがて戦車の進歩に伴って車体重量が増加すると従来用いられた半装軌車・トラックなどでは回収作業が困難となったため、戦車を改造した「回収戦車」が製造されるようになった。第二次世界大戦では、砲塔を損傷した戦車から砲塔を取り外して牽引用ワイヤーやジャッキを追加搭載した現地急造の回収戦車が多数製作されている。その後も、戦闘損傷や故障によって生じた余剰車両や旧式戦車を再生して回収戦車とすることが多かった。

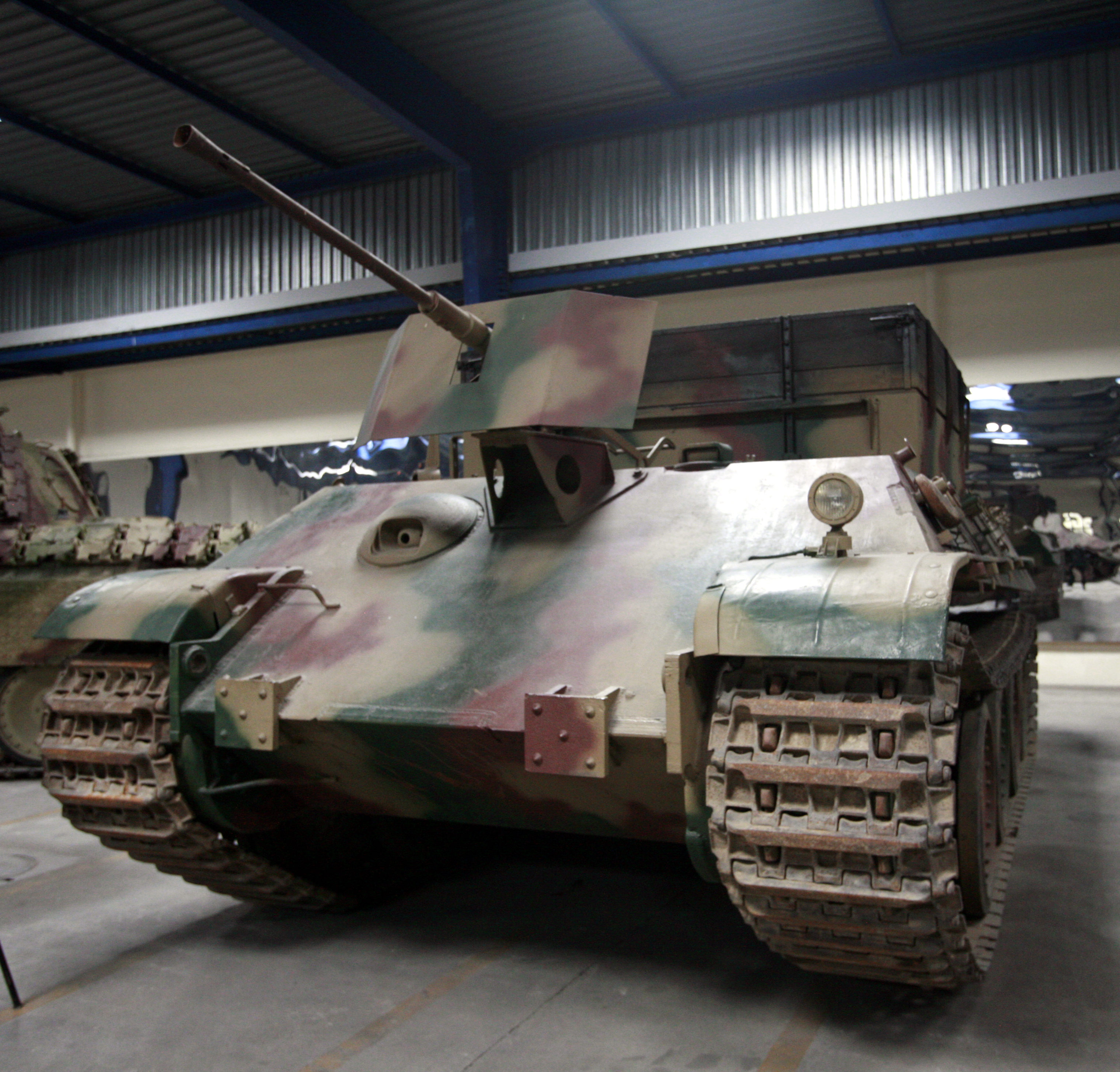
ベルゲパンター（フランスのソミュール戦車博物館の展示車両）

近年は回収対象となる新型戦車とセットで回収戦車を開発・新造することが多い。車体と一体型の密閉型戦闘室をもち、起重機や巻上げ機などの吊上・索引設備を備えていることが通常である。大型の車両には回収作業時の安定性を増すための駐鋤（ちゅうじょ、英語ではSpade）が装備されていることが多い。

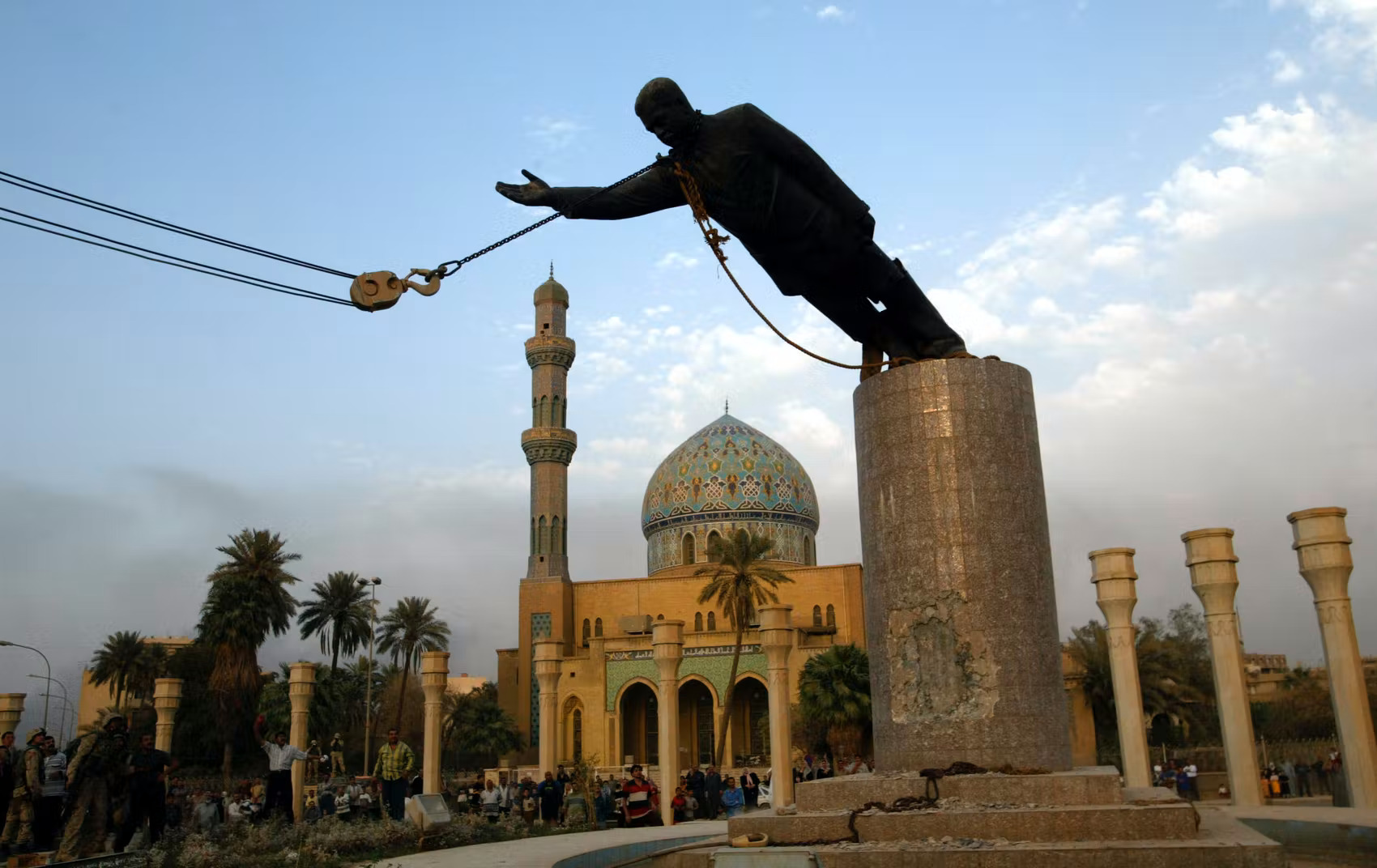
M88装甲回収車によって引き倒されるフセイン像　2003年4月9日

イラク戦争では、首都バグダードにアメリカ軍が侵攻した際にM88A2ハーキュリーズ装甲回収車がサッダーム・フセインの立像を引き倒した場面が、アメリカの勝利を象徴する映像として報道で多用された。
退役した回収戦車は払い下げられ、重量物牽引車や装軌式クレーン車として使われることがある。

## 現代の主な回収戦車
※は基体となった戦車
 アメリカ合衆国
- M32※M4 シャーマン
- M88※M48 パットン

 ソビエト連邦/ ロシア
- ISU-T（BTT-1/BTT-1T）※ISU-122（IS-2）

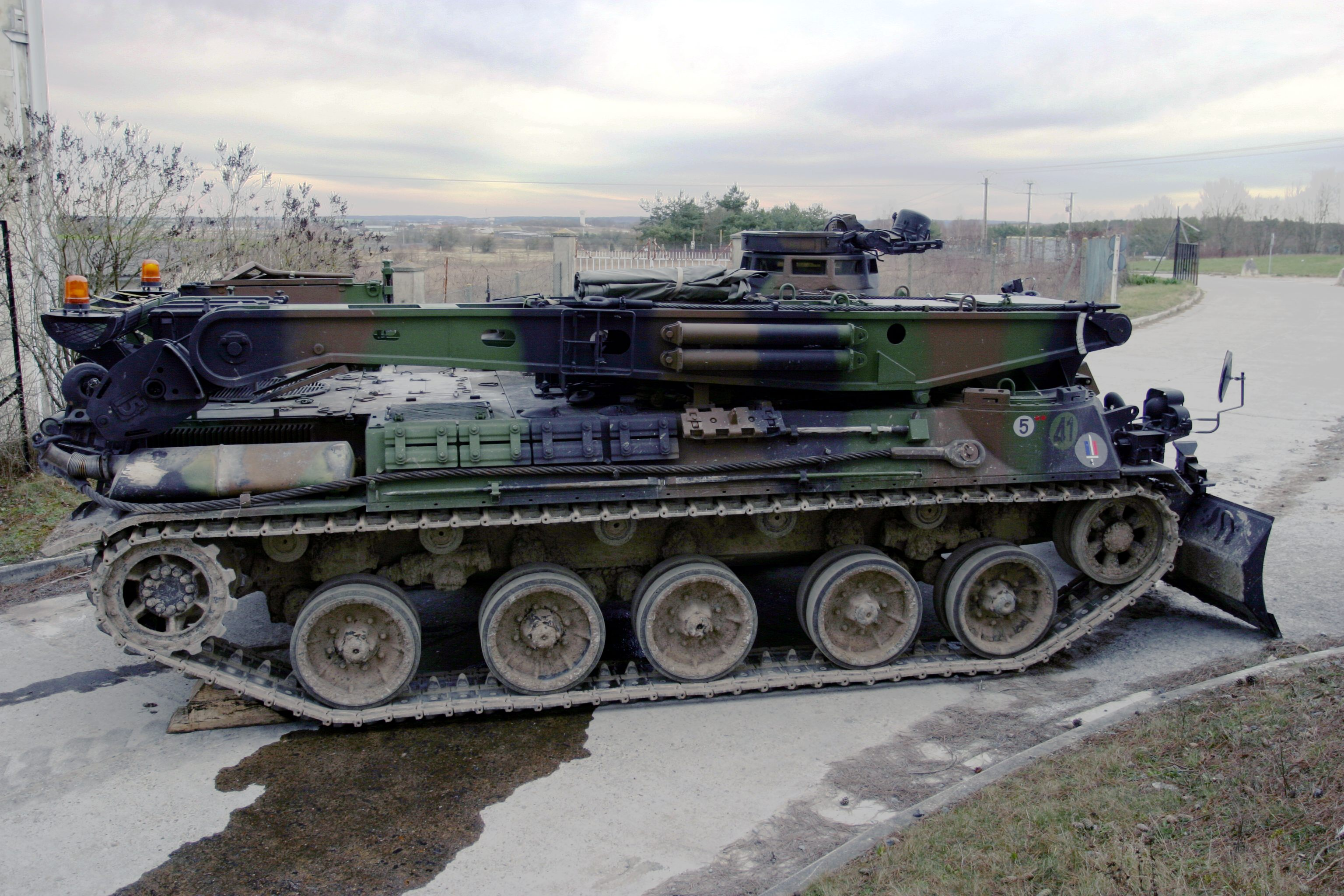
AMX-30D
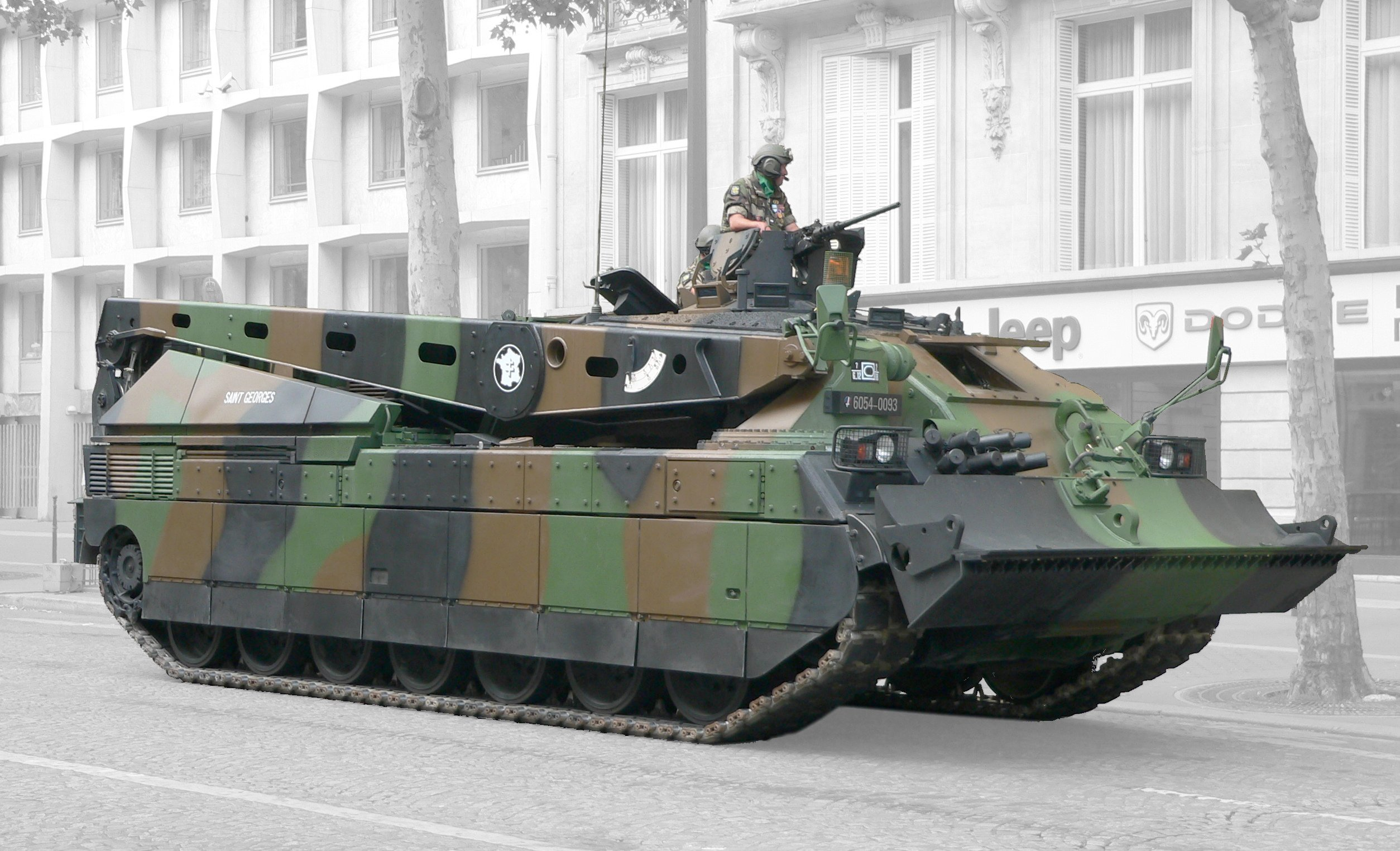
DNG/DCL
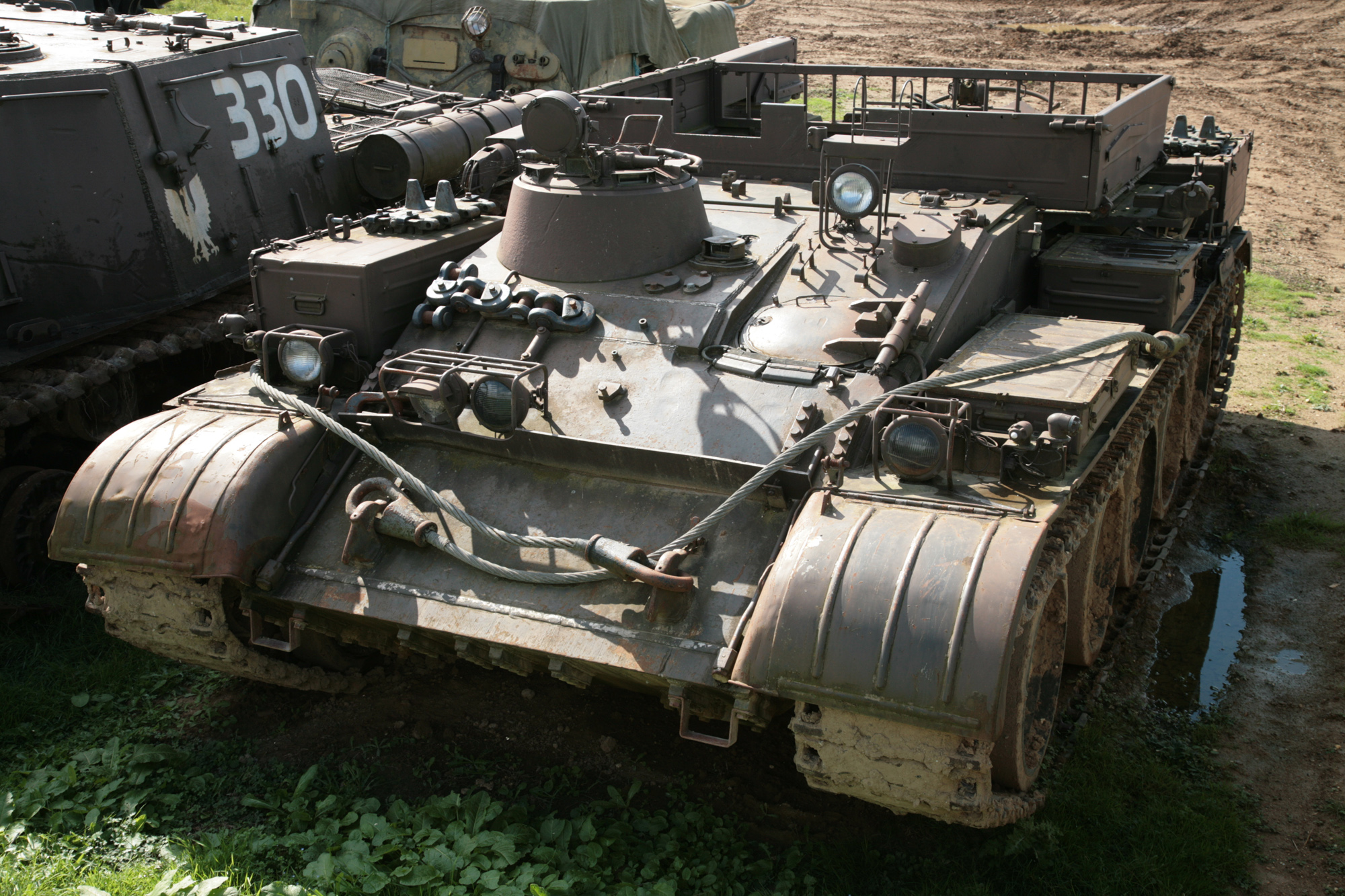
T-54-T（VT-54/BTS）※T-54
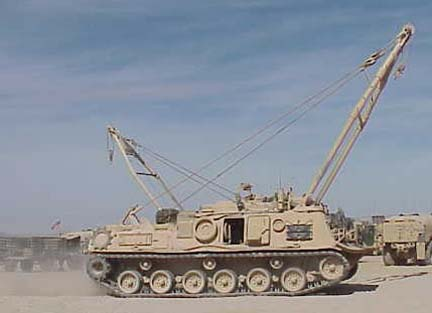
M88
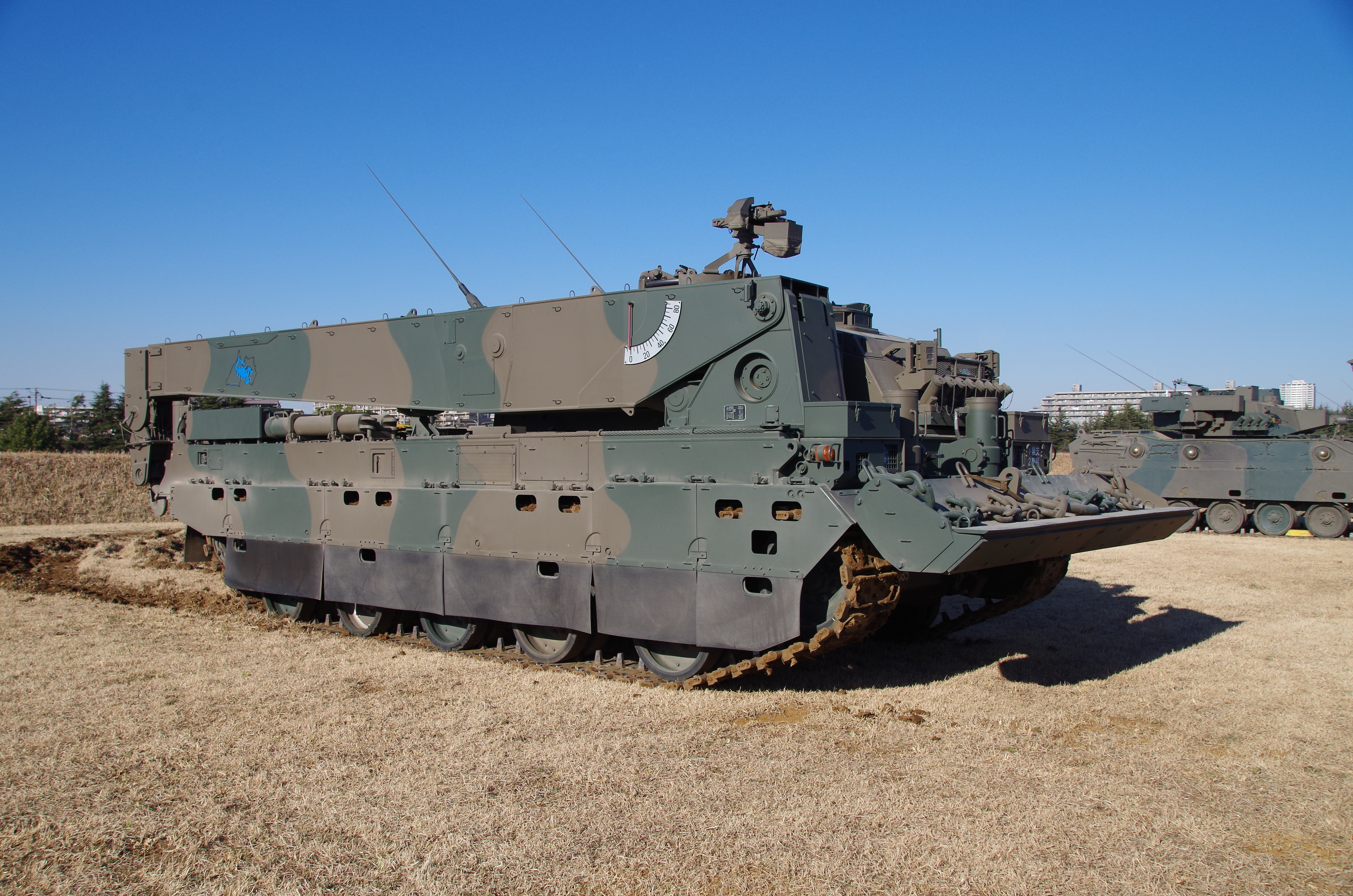
11式装軌車回収車

- VT-55（BTS-2）※T-55

 ドイツ
- BPz2※レオパルト1
- BPz3 ビュッフェル※レオパルト2

 日本
- 70式戦車回収車※61式戦車
- 78式戦車回収車※74式戦車
- 90式戦車回収車※90式戦車
- 11式装軌車回収車※10式戦車

 フランス
- AMX-30D※AMX-30
- DNG/DCL※ルクレール

- AMX-30D
- DNG/DCL
- VT-55
- M88
- 11式装軌車回収車